# Râul Iantra
Iantra (în bulgară Янтра) este un râu în Bulgaria, al treilea afluent ca lungime al Dunării. Izvorăște din Munții Balcani, de la o altitudine de 1.340 m și traversează mai multe defilee până la vărsare, printre care cel mai lung, cu o lungime ce depășește 7 km se află în proximitatea orașului Veliko Tărnovo.
Principalele localități traversate sunt: Gabrovo, Veliko Tărnovo, Gorna Oreahovița, Polski Trambeș, Byala. În apropierea localității Byala, pe râu s-a construit Podul Belenski (Belenski most).